# Spiridione di Trimitonte
Santo Spiridione di Trimitonte (in greco antico: Ἃγιος Σπυρίδων?; 270 circa – 12 dicembre 348) fu vescovo di Trimitonte (Tremithus), oggi Tremetousia, nell'isola di Cipro. È venerato come santo dalla Chiesa cattolica e dalla Chiesa ortodossa.

## Agiografia

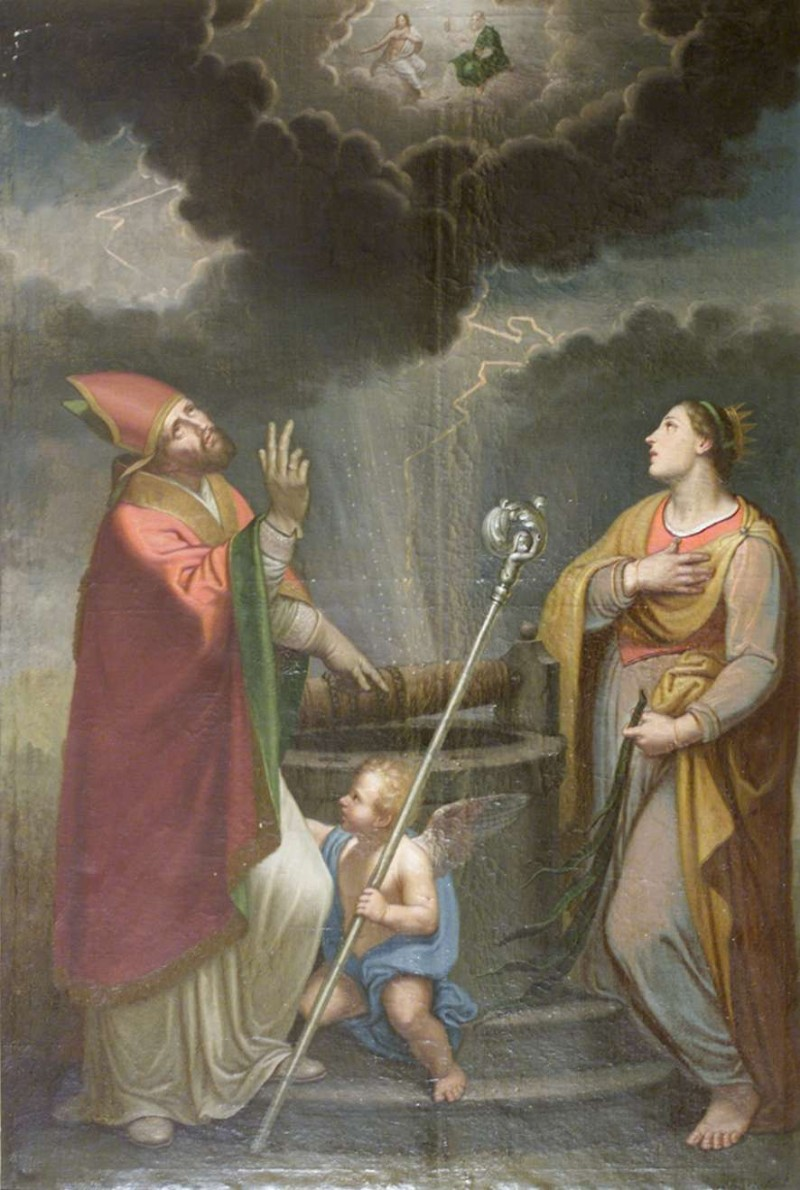
Trinità appare a San Spiridione vescovo e Santa Barbara, dipinto di Giovanni Brighenti

Spiridione nacque in una famiglia cristiana verso la fine del III secolo ad Assia, sull'isola di Cipro. Si sa che trascorse i primi anni come pastore di bestiame ma che in seguito alla morte della moglie dedicò la sua vita alla religione. Fu nominato vescovo della sua città natale e durante la persecuzione dei cristiani sotto l'imperatore Massimiano fu arrestato ed esiliato.
Secondo la tradizione Spiridione partecipò nel 325 al Primo Concilio di Nicea, sostenendo la dottrina dell'uguaglianza essenziale di Gesù con Dio Padre, ma la sua presenza non è documentata.
Morì il 12 dicembre nel 348 e fu sepolto nel tempio dei Santi Apostoli a Trimitonte. La sua biografia è stata tramandata dall'agiografo Simeone Metafraste e dagli storici della chiesa Sozomeno, Tirannio Rufino e Socrate Scolastico.

## Reliquie
Dopo la conquista di Cipro da parte dell'Impero ottomano, la sua tomba fu aperta, e le reliquie portate a Costantinopoli. Le fonti sostengono che il suo corpo era incorrotto e profumava di basilico, e ciò era considerato una prova della sua santità. Dopo la caduta di Costantinopoli nel 1453, il sacerdote Geōrgios Kalochairetīs trasportò le reliquie a Corfù, che a quel tempo apparteneva alla Repubblica di Venezia, nel 1456 e furono custodite dalla famiglia del monaco e, in seguito, dai Bulgari fino alla costruzione di un'apposita chiesa nel 1589. La reliquia della mano destra del Santo fu donata a Papa Clemente VIII nel 1592 ed è custodita a Roma nella Chiesa di Santa Maria in Vallicella.

## Culto

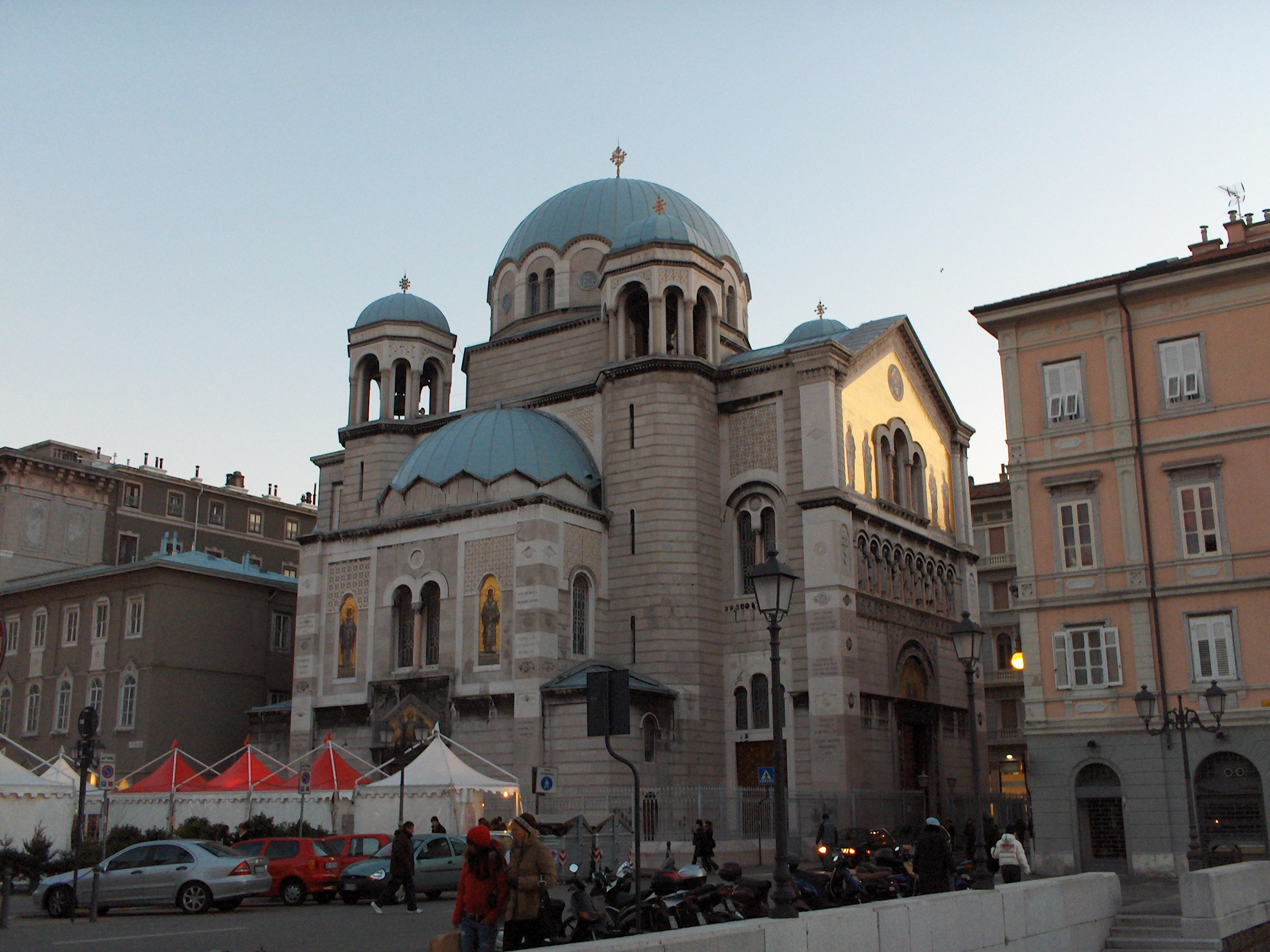
Il tempio serbo-ortodosso della Santissima Trinità e di San Spiridione a Trieste.

San Spiridione è uno dei santi più venerati nella Chiesa ortodossa ed è particolarmente venerato a Corfù, isola di cui è il santo patrono. I corfioti attribuiscono diversi miracoli al santo, che avrebbe salvato l'isola dalla peste due volte (nel 1629 e nel 1673), dalla carestia e dall'assedio ottomano del 1716; per questa ragione Spiridione sull'isola viene onorato cinque volte all'anno: la domenica delle palme, il sabato santo, l'11 agosto, la prima domenica di novembre e il 12 dicembre.
Tra i maggiori luoghi di culto dedicati a San Spiridione vi sono:
- la chiesa di San Spiridione a Corfù;
- la cattedrale di San Spiridione a Seattle;
- il tempio serbo-ortodosso della Santissima Trinità e di San Spiridione a Trieste.

San Spiridione è inoltre il santo protettore dei ceramisti e vasai e viene invocato spesso per difficoltà economiche, malattie chirurgiche e oncologiche.

## Iconografia

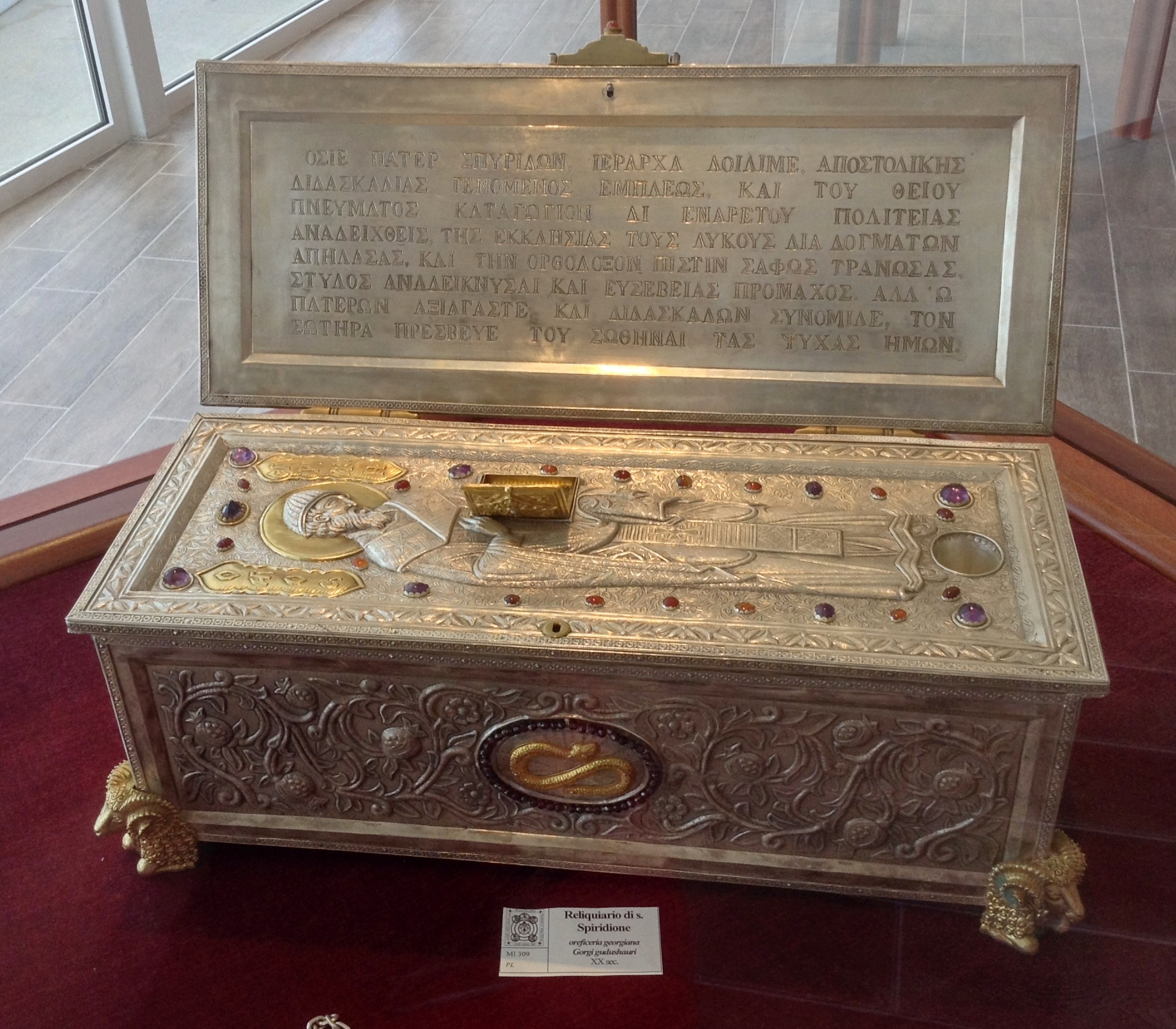
Reliquie del santo

San Spiridione è rappresentato vestito come un vescovo con omoforio, spesso con un Vangelo, e con la mano destra alzata a benedire. Porta in testa un berretto da pastore e a volte l'immagine è corredata d'un coccio o d'un rametto di basilico.